# Kay (Tittmoning)
Kay ist ein Gemeindeteil der Stadt Tittmoning im oberbayerischen Landkreis Traunstein mit etwa 1100 Einwohnern einschließlich der Außenbezirke.
Der Name des Ortes stammt von der alten Schreibweise für Gehege (als Einzäunung für ein ehem. Fürstbischöfliches Salzburgisches Jagdrevier), das man Gahai, Gehaey, Gehei oder auch Gihei nannte.

## Geschichte
Bereits aus der Zeit der Kelten und Germanen gibt es – wenn auch spärlich – einige Funde. So wurde die Villa rustica aus der Zeit der Römer, an der Straße von Kay nach Lanzing, ausgegraben, erforscht und kartographiert.
Erstmals erschien der Ortsname Kay in den Büchern des Klosters Lumburg im Jahre 1120 und urkundlich erwähnt wurde er erstmals 1214, um 1300 dann als die Pfarrei „Gehay“. Um 1324 war das Gebiet von Ludwig dem Bayern und Friedrich dem Schönen heftig umstritten, wurde aber von den Salzburger Bischöfen für 5.500 Pfund Salzburger Pfennige zurückgekauft. Daher verlief auch der Dreißigjährige Krieg hier eher glimpflich.
Die Pest nahm dagegen im Jahr 1634 solche Ausmaße an, dass die meisten Höfe, vor allem in den Ortsteilen Kay, Lanzing und Mühlham fast vollständig verwaist waren. Napoléons Heere verwüsteten und plünderten das Gebiet um Kay bei der Belagerung Tittmonings im Jahre 1809. 1810 kam das gesamte Gebiet des früheren Fürsterzbistums Salzburg zum Königreich Bayern. Anders als das übrige Salzburger Territorium verblieb der Rupertiwinkel und mit ihm Kay 1816 bei Bayern. 
Im Zuge der Gebietsreform wurde die mit dem bayerischen Gemeindeedikt 1818 begründete Gemeinde am 1. Mai 1978 aufgelöst. Ihr Hauptteil mit etwa 1000 Einwohnern wurde in die Stadt Tittmoning eingegliedert. Ein kleineres Gebiet mit kaum mehr als zehn Einwohnern kam nach Tyrlaching im Landkreis Altötting.

## Vereine
Kay besitzt eine Jagdgenossenschaft, einen Sport- und Schützenverein, eine Krieger- und Soldatenkameradschaft, eine KLJB-Jugendgruppe und einen Kindergarten. Ebenso die Freiwillige Feuerwehr und einen Gartenbauverein.